# Robinson (Kansas)
Robinson és una població dels Estats Units a l'estat de Kansas. Segons el cens del 2000 tenia 216 habitants.

## Demografia
Segons el cens del 2000, Robinson tenia 216 habitants, 94 habitatges, i 62 famílies. La densitat de població era de 347,5 habitants/km².
Dels 94 habitatges en un 30,9% hi vivien nens de menys de 18 anys, en un 55,3% hi vivien parelles casades, en un 7,4% dones solteres, i en un 33% no eren unitats familiars. En el 29,8% dels habitatges hi vivien persones soles el 20,2% de les quals corresponia a persones de 65 anys o més que vivien soles. El nombre mitjà de persones vivint en cada habitatge era de 2,3 i el nombre mitjà de persones que vivien en cada família era de 2,81.
Per edats la població es repartia de la següent manera: un 24,1% tenia menys de 18 anys, un 6% entre 18 i 24, un 21,8% entre 25 i 44, un 26,4% de 45 a 60 i un 21,8% 65 anys o més.
L'edat mediana era de 44 anys. Per cada 100 dones de 18 o més anys hi havia 97,6 homes.
La renda mediana per habitatge era de 20.938 $ i la renda mediana per família de 24.375 $. Els homes tenien una renda mediana de 30.208 $ mentre que les dones 16.364 $. La renda per capita de la població era de 13.203 $. Entorn del 13,8% de les famílies i el 22,3% de la població estaven per davall del llindar de pobresa.

## Poblacions més properes
El següent diagrama mostra les poblacions més properes.